# Crimea romana

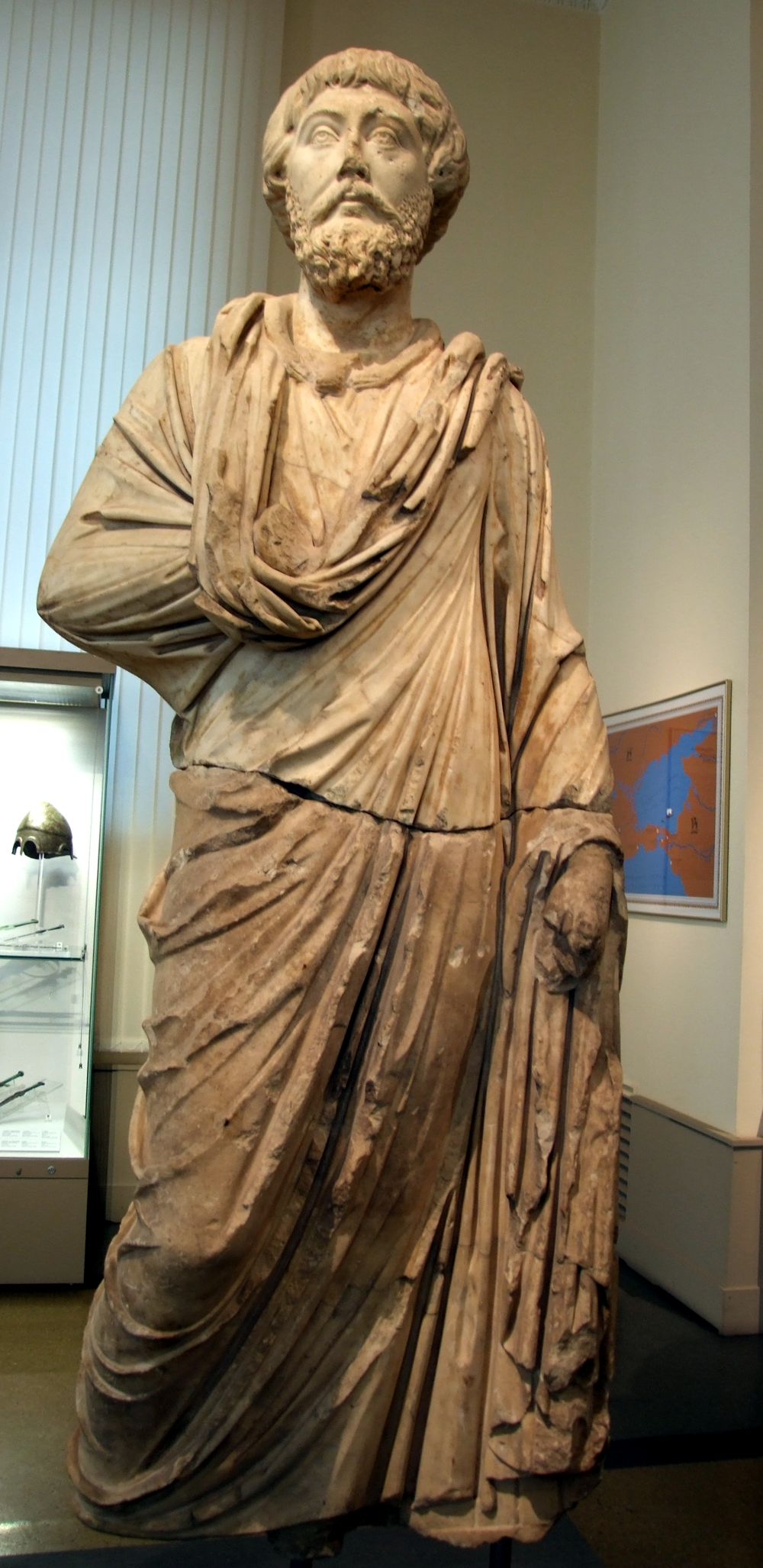
Governant anònim de la ciutat de Gorgippia en el Regne del Bòsfor, c. 180 de

La península de Crimea (també denominada Taurica) va estar sota control parcial de l'Imperi Romà durant el 47 ae i c. 340 de.
El territori sota control romà majoritàriament formava part del Regne del Bòsfor (malgrat que en temps de Neró, de 62 a 68 de, depengué de la província romana de Mèsia inferior).
Roma perdé la seua influència en Taurica a mitjan segle iii, quan parts substancials de la península caigueren davant els gots, i el regne sobrevisqué nominalment fins a la dècada de 340.
L'Imperi Romà d'Orient recuperà Crimea amb Justinià I. Els romans d'Orient en controlaren parts de la península ben entrada la l'edat mitjana.

## Imperi romà

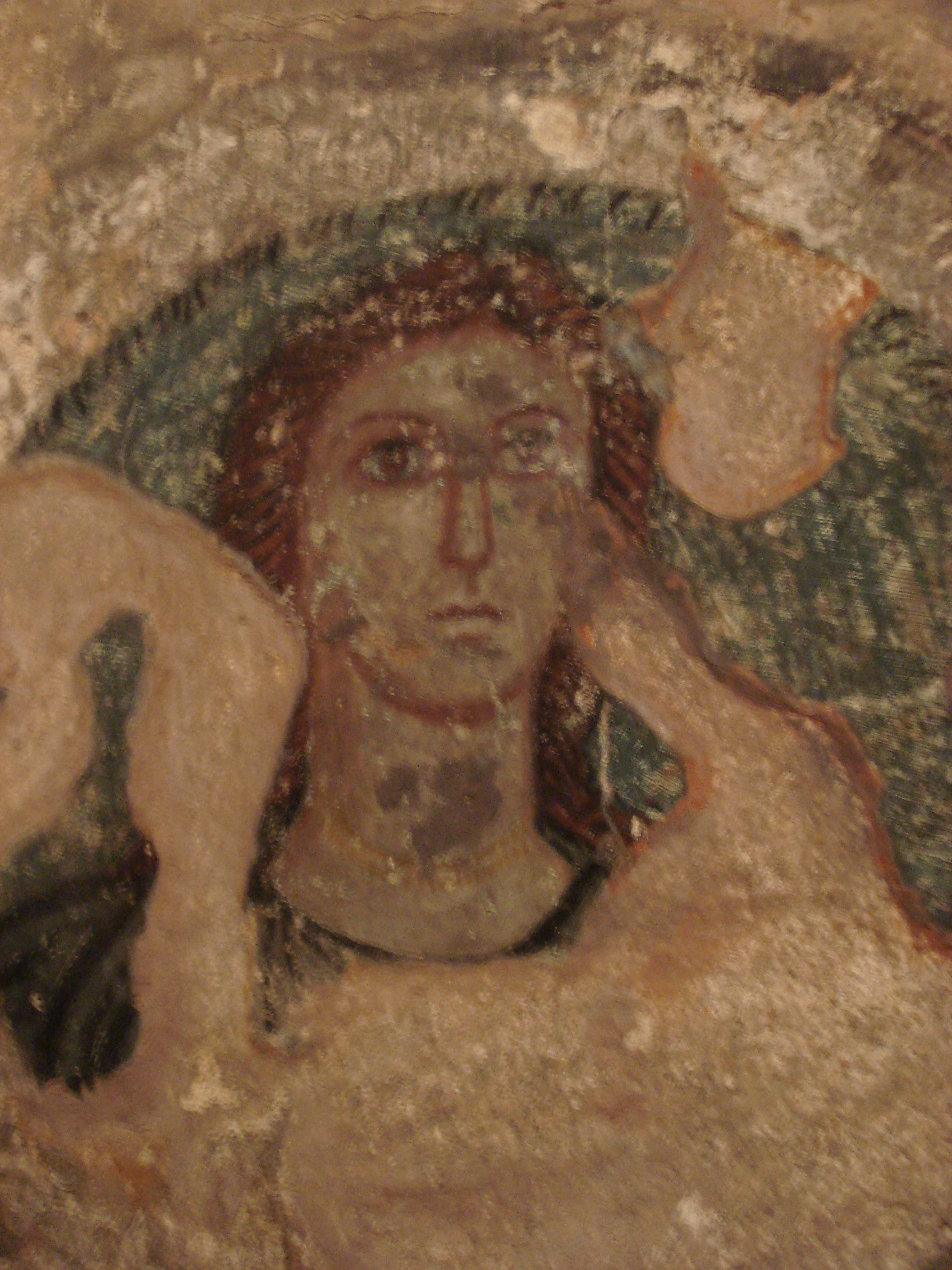
Un fresc grec que mostra la dea Demèter, de Panticapea, en l'antic Regne del Bòsfor (un estat client de l'Imperi Romà), s. I de, Crimea

Crimea era anomenada "Quersonés Tàuric" a causa dels tauri, descendents dels cimmeris. Molts colonitzadors grecs s'instal·laren a Taurica: la colònia més gran n'era Quersonés. Al 114 ae el Regne del Bòsfor acceptà el domini de Mitridates VI Eupator, rei del Pont, a canvi de protecció enfront dels escites. Després de la derrota de Mitridates a mans del general romà Pompeu, Crimea caigué sota el senyoratge de Roma.
La influència romana arribava a Crimea oriental (Regne del Bòsfor) i a la ciutat grega occidental del Quersonés. L'interior es trobava només nominalment sota control romà.
El principal assentament romà fou Charax, un castrum construït al voltant del 60–65. Quersonés servia de base naval. Quan els romans arribaren a Taurica, hi construïren una fortalesa i un temple de Júpiter Doliqué a la costa del port de Balaklava, llavors anomenat Symbolon Llimin.
Tiberi Juli Aspurge (8 ae– 38) fundà una casa reial al Bòsfor que va sobrevisqué fins al 341. Rebé la ciutadania romana i gaudí el patronatge del primers dos emperadors romans, August i Tiberi. Tot els seus successors van usar aquests dos noms romans seguits per un tercer nom, normalment pòntic, traci o sàrmata. Els reis del Bòsfor encunyaren moneda com les estateres, amb retrats dels emperadors romans.
El 67, l'emperador Neró havia preparat una expedició militar per conquistar totes les ribes del nord de la mar Negra, ara a Romania i Moldàvia, però la seua mort aturà el projecte. Per això Taurica fou posada sota govern directe romà i s'hi creà el castrum de Charax. La província romana s'estenia així de Baixa Mèsia a Tira, Òlbia i Tàurica (península de Crimea).

Taurica tingué un període daurat sota el domini romà durant el s. II de: era un focus de comerç de forment, roba, vi i persones esclaves.
| «          | Les pròsperes ciutats mercants (de Tàurica), freturoses de protecció militar contra les hordes de pobles bàrbars, foren els llocs avançats de l'exèrcit romà (en aquest segle). Instal·laren tropes romanes en la península, potser una unitat de la flota pòntica i segurament un contingent de l'exèrcit de Mèsia (altres guarnicions eren a Panticapaeum i Quersonés); la seua presència denotava als bàrbars, malgrat el seu nombre reduït, que els temuts legionaris donaven suport al Regne del Bòsfor. | » |
| — Mommsen. | |   |

Els gots conquistaren breument la zona al 250. L'últim rei client de l'Imperi Romà a Tàurica fou Tiberi Juli Rescuporis VI, mort al 342: sembla que encunyà moneda fins al 341, la qual cosa demostra que mantenia control sobre les restes del regne, que fou conquistat pels huns al 375-6.

### Charax
L'assentament militar romà més important de Crimea era Charax. Ocupava quatre hectàrees al cim occidental d'"Ai Todor", prop de l'actual castell de Ialta.
Quan al 62–66 ocuparen les guarnicions romanes Tàurica, Charax en fou un baluard. Els romans hi construïren una fortalesa i hi deixaren un vexillatio de l'esquadró de Ravenna. Charax era un punt estratègic perquè permetia als romans controlar la navegació al llarg de la costa crimea.
Vespasià amplià aquest campament amb la intenció de protegir Quersonés i altres colònies comercials del Bòsfor dels escites. A la fi del s. I, les forces romanes van ser evacuades de Crimea.
Algunes dècades més tard el campament fou restaurat per un vexillatio de la Legió I Italica. A la fi del s. II albergava un destacament de la Legió XI Claudia. En aquest segle se'n reforçà la base amb muralles de pedra i una carretera connectava la guarnició amb Quersonés.
Els romans abandonaren el campament a finals del segle iii.

### Reis clients romans

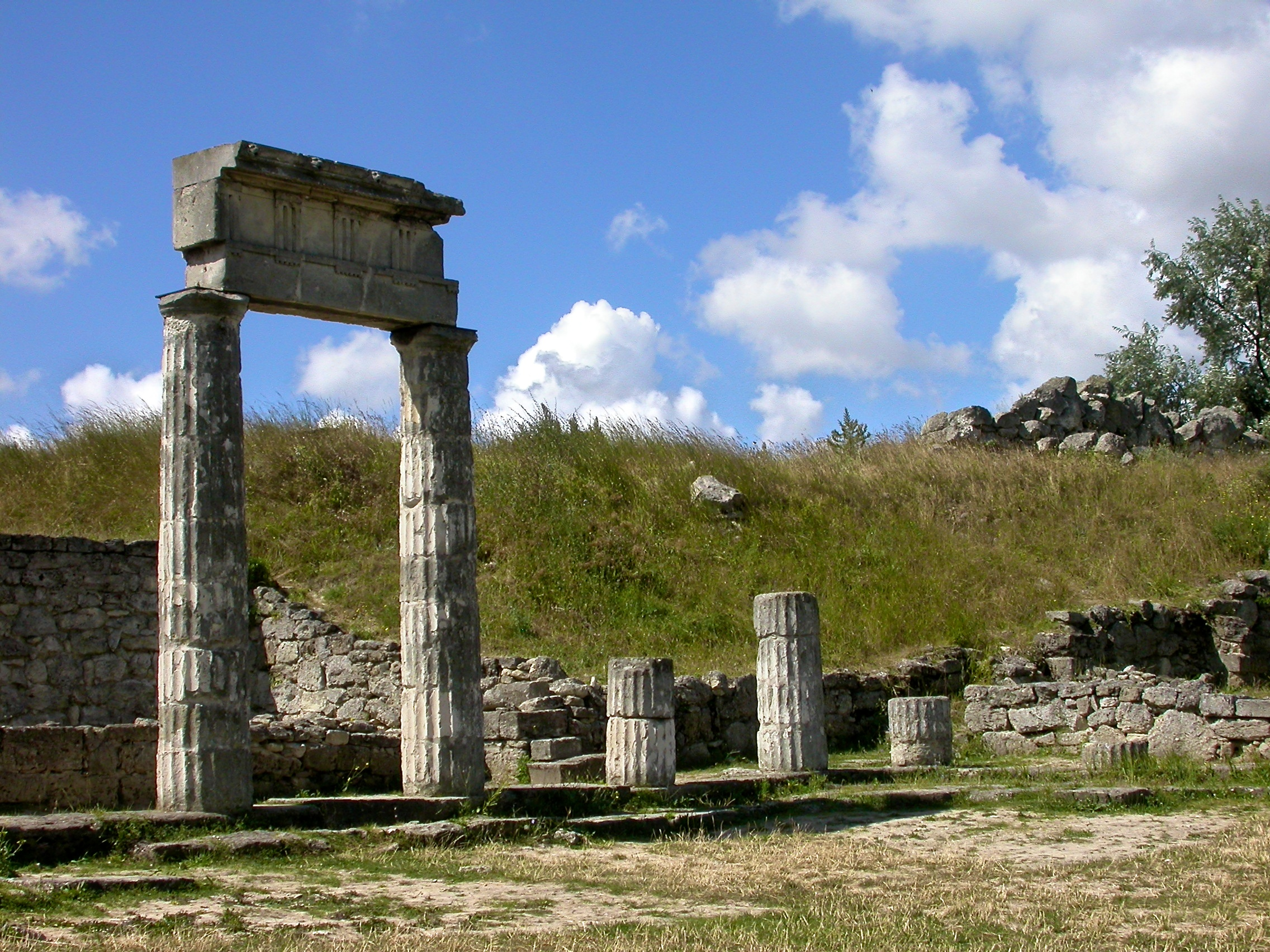
Ruïnes de Panticapea, capital del Regne del Bòsfor

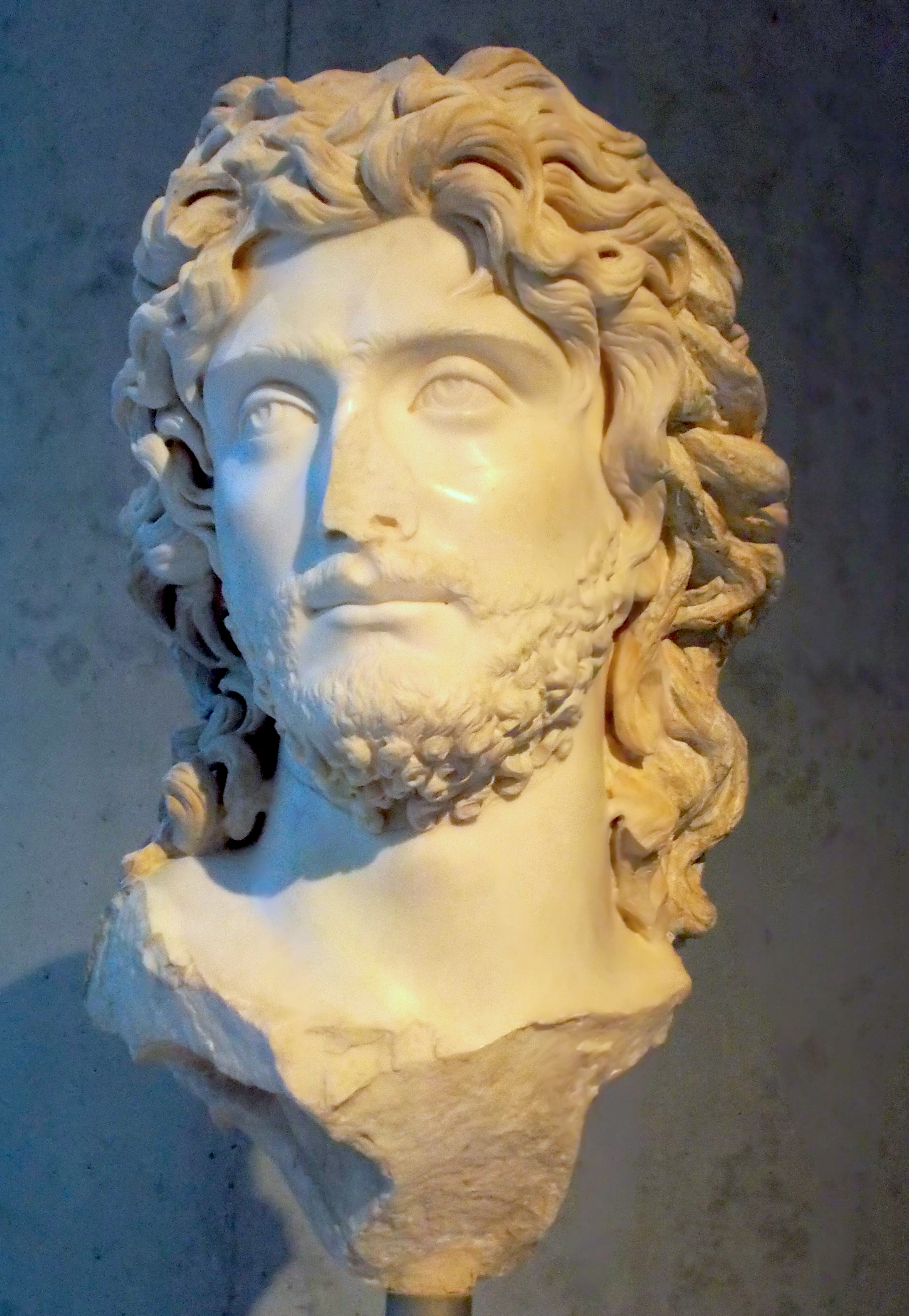
Bust de Tiberi Juli Sauromates II (210), del Museu de l'Acròpoli

Aquests foren els reis supeditats a Roma:
- Farnaces II, 64 ae–47 ae
- Mitridates I, 47 ae–44 ae
- Asandre, 47 ae, 44 ae–17 ae
- Escribònia, 17 ae–16 ae
- Dinamis amb Asandre, 47 ae, després 44 ae– 17 ae, amb Polemó, de 16 ae fins a la seua mort, al 14 ae
- Polemó I, 16 ae– 8 ae
- Aspurge, 8 ae– 38
- Mitridates II, 38–46
- Cotis I, 46 – 63
- Província romana, 63 – 68
- Rescuporis I, 68 – 90
- Sauromates I, 90 – 123
- Cotis II, 123 – 132
- Remetalces, 132 – 153
- Eupator, 153 – 174
- Sauromates II, 174 – 210-1
- Rescuporis II, 210/1 – 227
- Rescuporis III, 210/1 – 227
- Cotis III. 227 – 235
- Sauromates III 229 – 232
- Rescuporis IV, 233 – 235
- Inintemeros, 235 – 240
- Rescuporis V, 240 – 276
- Farsanzes, 253 – 254
- Singes, 258 – 276
- Teiranes, 275 – 279
- Sauromates IV, 276
- Totorses, 278 – 309
- Rescuporis VI, 303 – 342
- Radamsades, 308 – 323

### Seu episcopal
Crimea fou en l'antiguitat seu episcopal del bisbat romà de Zechia, i tenia com a seu titular segons l'Annuario Pontifici:
- Bosporus (Kertx), romà d'Orient? arquebisbat
- Quersonés
- Matrega (Fanagòria)
- Nicopsis (Tuapse)
- Phulli (Stary Krym), ?, arquebisbat
- Soldaia
- Sugdaea (Sudak)
- Tanais

## Imperi Romà d'Orient
L'Imperi Romà d'Orient recuperà el control de la regió sota Justinià I.

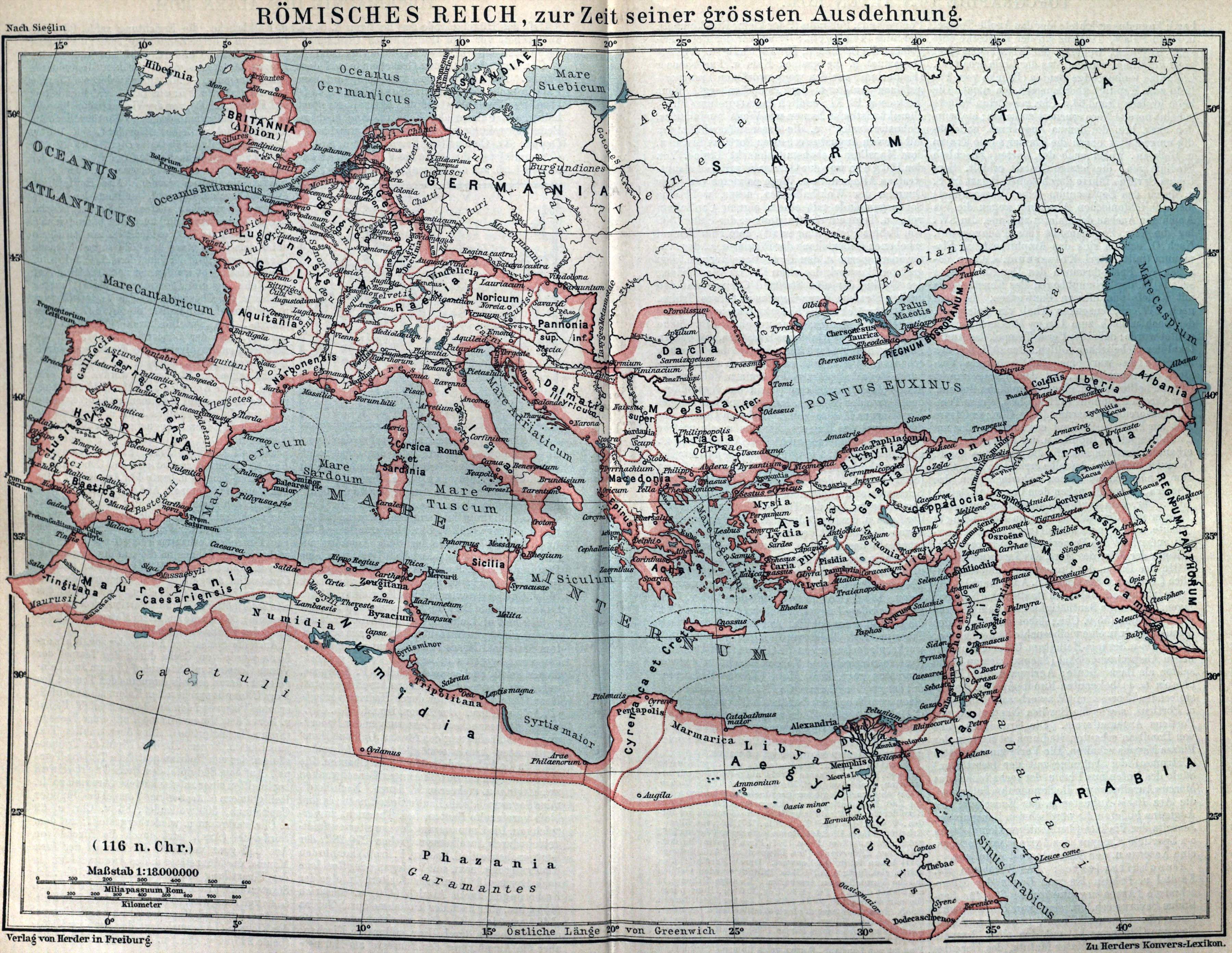
El "Regnum Bosporanum" en el zenit de l'Imperi Romà amb Trajà

Al s. VI, probablement al final del regnat de Justinià I, Tàurica esdevingué la Província de Quersonés, que incloïa el Bòsfor i la costa del sud de Crimea.
Aquesta ampliació de Tàurica implicà un major rang dels seus governadors. En la segona meitat del s. VI, les autoritats militars i civils de la regió foren confiades a un governador militar, "doux Chersonos".
A més, la ciutat de Quersonés fou utilitzada per romans i romans d'Orient com a lloc d'exili: sant Climent de Roma estigué desterrat a Crimea. També Justinià II, que segons les cròniques destruí la ciutat en revenja.
La major part de Crimea caigué sota domini khàzar a la fi del s. VII.
A mitjan segle viii els nobles gots crimeans foren sotmesos pels khàzars i n'ocuparen la capital, l'actual Mangup. Se situà a Quersonés un tudun khàzar (governant) al 690, tot i que aquesta ciutat era nominalment romana d'Orient. Els emperadors romans d'Orient controlaren les ribes del sud del Crimea fins al segle xiii. El control llavors va passar a l'Imperi de Trebisonda, un dels successors de l'Imperi Romà d'Orient després del setge de Constantinoble de 1204. Una altra branca, el Principat de Teodor, sobrevisqué fins al 1475, quan fou conquistat per l'Imperi Otomà.
Se'n conserven moltes sèries de monedes romanes del s. I ae fins al 300 i algunes del període romà d'Orient.